# Jacint Ros i Hombravella
Jacint Ros i Hombravella (Barcelona, 28 de novembre de 1934 - 1 de maig de 2020) fou un economista i polític català.

## Biografia
Llicenciat en Dret i Ciències Econòmiques per la Universitat de Barcelona. Va ser ajudant d'economia política (1957-1959) i de política econòmica (1959-1963) dels professors Josep Lluís Sureda i Fabià Estapé a la Universitat de Barcelona. També va exercir com a professor contractat d'Economia a l'Escola Superior d'Arquitectura de Barcelona (1964-1966); com a professor associat de Teoria Econòmica a la Universitat Complutense de Madrid (1966-1968) i encarregat de la càtedra de Política Econòmica a la Universitat de València (1969-1972).
Després va ser catedràtic del Departament d'Estructura i Política Econòmica de la Universitat Autònoma de Barcelona (1972-1985) i catedràtic de Política Econòmica del Departament d'Economia Aplicada de la Universitat de Barcelona (1985-2000). L'octubre de 2000 va ser nomenat síndic de la Sindicatura de Comptes de Catalunya, càrrec que va exercir fins al 2007. L'any 2003 va ser distingit col·legiat de mèrit del Col·legi d'Economistes de Catalunya i el 2008 va rebre la Creu de Sant Jordi.
El 2009 publicà el llibre Més val sols... La viabilitat econòmica de la independència de Catalunya, on desgrana els motius pels quals a Catalunya li aniria més bé si es desfés dels lligams polítics amb l'Estat espanyol. Ros Hombravella assegura que Catalunya ja estaria preparada per ser un estat el 2014.
Entre 1987 i 1988 feu una breu incursió en política participant en les llistes del Centre Democràtic i Social a les eleccions a l'Ajuntament de Barcelona el 1987 i les eleccions al Parlament de Catalunya de 1988. Anys després, el 2010, participà en la Conferència Nacional del Sobiranisme.
Vinculat a la vila del Masnou, on va viure durant la Guerra Civil i on passava tots els estius, l'any 2018 l'Ajuntament del Masnou li va atorgar el títol de fill adoptiu de la població.
Va morir el primer de maig de 2020 a causa de la COVID-19.

## Obres
- Més val sols... La viabilitat econòmica de la independència de Catalunya (Dèria editors, 2009).
- Catalunya, una economia decadent ? (1991)
- Materiales de política económica (1987)